# Spermophora senoculata
Spermophora senoculata är en spindelart som först beskrevs av Dugès 1836.  Spermophora senoculata ingår i släktet Spermophora och familjen dallerspindlar. Inga underarter finns listade i Catalogue of Life.